# Карне, Марсель
Марсе́ль Карне́ (фр. Marcel Carné; 18 августа 1906, Париж — 31 октября 1996, Кламар, Франция) — французский кинорежиссёр.

## Биография
Марсель Карне родился 18 августа 1906 года в семье краснодеревщика, матери он не помнил, она рано умерла. Некоторое время работал страховым агентом.
Карне был потрясен, увидев фильм «Колесо» Абеля Ганса и «Парижанку» Чаплина и впоследствии, будучи молодым журналистом, писал статьи об этих фильмах, которые «открыли ему новый мир».

### Дебют
Марсель Карне начал свою кинематографическую карьеру в 1928 году в качестве помощника оператора Ж. Периналя на съёмках фильма «Новые господа» Жака Фейдера. В поисках заработка он послал на конкурс критиков-любителей, организованный журналом «Синемагазин», статьи о наиболее значительных картинах 1928 года, за которые получил первую премию и предложение сотрудничать в журнале. В 1929—1933 годах Карне печатался в различных кинематографических журналах. В 1928 году снял фильм «Ножан — воскресное Эльдорадо», считавшийся утраченным, он был найден в 1968 году и показан парижским киноведам. После просмотра вышел номер «Авансцен дю синема», где режиссёра назвали «предшественником итальянского неореализма». Тут же приводится ответ Карне: «Такие опыты предпринимают и сейчас. Конечно, звук и цвет делают съёмочный процесс более сложным. Но и теперь многие молодые люди отправляются с камерой под мышкой снимать такие фильмы. Если я внес в это движение хоть малую лепту, я горд и счастлив».
В 1930 году Карне выступил ассистентом Рене Клера на съёмках первого шедевра европейского звукового кино — комедии «Под крышами Парижа». В 1933—1935 годах как ассистент Жака Фейдера участвовал в создании трёх его картин. Карне называл себя выходцем из его школы.
В 1936 году снял первый фильм «Женни». Это была мелодрама, написанная Жаком Превером и Жаком Констаном по роману Пьера Роше. Реакция зрителей была благожелательно сдержанной, кассовые сборы — обычными. Критика особого энтузиазма не проявила, его восприняли как «фильм в духе Фейдера» (для которого он первоначально предназначался), профессиональный, но не вполне самостоятельный и потому не слишком интересный.

### Годы успеха
В конце 1930-х годов началось многолетнее сотрудничество Карне со сценаристом и поэтом-сюрреалистом Жаком Превером. Творческий союз Карне и Превера определял образ французского кинематографа своего времени и положил начало так называемому «поэтическому реализму». Среди картин, созданных в сотрудничестве с Превером, такие крупные фильмы, как «Набережная туманов» (1938) с участием Жана Габена, Мишель Морган, Мишеля Симона и «День начинается» (1939), воплотившей свойственные предвоенной Франции чувства пессимизма и даже фатализма.
Ранние фильмы Карне, наряду с фильмами Ж. Гремийона, Ж. Дювивье и Ж.Ренуара сделали «звездой» Жана Габена. Кроме Габена, Карне часто снимает Арлетти, Жюля Берри, Пьера Брассёра.
Во время Второй мировой войны Карне оказался в оккупированной немцами Франции, где мог снимать только костюмные драмы на исторические темы. Работая в узких рамках немецкой цензуры, Карне создал фильм «Вечерние посетители» (1942), с виду невинную средневековую сказку о двух влюблённых, противостоящих воле дьявола. Однако публика восприняла этот фильм как зашифрованный призыв к сопротивлению оккупационному режиму.
Самым крупным шедевром Карне считается картина «Дети райка» (1945); в 1995 году в результате опроса 600 французских кинокритиков и специалистов он был назван «лучшим французским фильмом столетия». Главные роли в этой ленте о корифеях французской сцены сыграли Жан-Луи Барро, Пьер Брассёр и Арлетти. Некоторые критики усматривают и в этом фильме аллегорию Французского сопротивления. Эта картина позволила Жоржу Садулю написать: «Обращаться к великим национальным традициям своего народа в период оккупации, когда гитлеровцы поставили себе целью принизить и уничтожить его, значило прямо или косвенно помогать движению Сопротивления». В 1946 году фильм был удостоен специального упоминания международного жюри критиков на Венецианском кинофестивале.
Сразу после войны воодушевлённые успехом Карне и Превер сняли картину, которая стала на тот момент самой дорогой в истории французского кино — «Врата ночи» (1946). Однако фильм подвергся жестокой критике и принёс мизерные сборы, что стало причиной распада творческого союза Превера и Карне.

### Послевоенное творчество
В 1950-х годах фильмы Карне не пользовались таким успехом, как прежде. Уставшая от войны французская публика требовала романтики и юмора, а суровая реалистичность фильмов Карне не находила спроса. В этот период он снял такие заметные картины, как «Джульетта, или Ключ к сновидениям» (1951) и «Тереза Ракен» (1953) по роману Эмиля Золя, но к концу десятилетия, уже на пороге «новой волны», на счету Карне был всего один успешный послевоенный фильм «Обманщики» (1958), остальные же пользовались лишь незначительным успехом, либо подвергались критике со стороны прессы и других кинематографистов. Возражения вызывали нарочитая постановочность фильмов Карне, его скрупулёзное следование сценарию — черты, которые коренным образом расходились с эстетикой «новой волны».
Свой последний фильм Карне снял в 1976 году, а в 1989 году стал первым деятелем кино и театра, удостоенным Императорской премии. В некоторых из его поздних фильмов присутствует тема гомосексуальности. Существует мнение, что Карне сам был гомосексуалистом, но не выставлял этого напоказ.
Карне умер 31 октября 1996 года в Кламаре. Похоронен на кладбище Сен-Венсан на Монмартре.

## Признание
- 1946 — Золотая медаль Венецианского кинофестиваля за фильм «Дети райка».
- 1953 — Серебряная премия Венецианского кинофестиваля за фильм «Тереза Ракен».
- 1979 — член Академии изящных искусств.
- 1979 — награждён почетным призом «Сезар».
- 1982 — член Французской академии киноискусства.
- 1982 — награждён юбилейной премией на Венецианском кинофестивале.
- 1989 — Императорская премия (Япония)
- 1995 — Премия «Феликс» за вклад в киноискусство.

## Фильмография

### Ассистент режиссёра
- 1933 — Большая игра / Le Grand Jeu (ассистент режиссёра Жака Фейдера)
- 1934 — Пансион «Мимоза» / Pension Mimosas (ассистент Ж. Фейдера)
- 1934 — Героическая кермесса / La Kermesse Heroique (ассистент Ж. Фейдера)

### Режиссёр
- 1929 — Ножан — воскресное Эльдорадо / Nogent, Eldorado du dimanche (любительский)
- 1936 — Женни / Jenny
- 1937 — Странная драма / Drôle de drame
- 1938 — Набережная туманов / Quai des brumes
- 1938 — Северный отель / Hôtel du Nord
- 1939 — День начинается / Le Jour se lève
- 1942 — Вечерние посетители / Les Visiteurs du soir
- 1945 — Дети райка / Les Enfants du Paradis
- 1946 — Врата ночи / Les Portes de la nuit
- 1950 — Мария из порта / La Marie du port
- 1951 — Жюльетта, или Ключ к сновидениям / Juliette ou la Clé des songes
- 1953 — Тереза Ракен / Thérèse Raquin (по роману Эмиля Золя «Тереза Ракен»)
- 1954 — Воздух Парижа / L’Air de Paris
- 1956 — Страна, откуда я родом / Le Pays d’où je viens
- 1958 — Обманщики / Les Tricheurs
- 1960 — Пустырь / Terrain vague
- 1962 — Просо для птичек / Du mouron pour les petits oiseaux
- 1965 — Три комнаты на Манхэттене / Trois chambres à Manhattan
- 1968 — Молодые волки / Волчата / Les Jeunes Loups
- 1971 — Убийцы во имя порядка / Les Assassins de l’ordre
- 1974 — Чудесный визит / La Merveilleuse Visite